# Patocracia
Patocracia (del griego πάθος, pasión, exceso, catástrofe, pasividad, sufrimiento, sujeción), es un término acuñado por el psiquiatra polaco Andrzej Łobaczewski, quien estudió cómo los psicópatas influyen en el avance de la injusticia social y cómo abren el camino al poder. Andrzej Lobaczewski también acuñó el término ponerología, el estudio interdisciplinario de las causas de los períodos de injusticia social, donde el psicópata es un factor clave. Esta caracterización utiliza datos de psicología, sociología, filosofía e historia para abordar fenómenos como las guerras agresivas, la depuración étnica, el democidio, el genocidio y el terrorismo.

## Características
- Desigualdad extrema entre los más ricos y los más pobres.
- Medios controlados, concentrados, sesgados y/o dominados por la propaganda.
- Corrupción generalizada.
- Supresión del individualismo y promoción de un "sentido común" alineado a los intereses del poder.
- Empobrecimiento del arte y la cultura en general.
- El empobrecimiento de los valores morales, una estructura social basada en el interés propio más que en el altruismo.
- Ideología fanática; a menudo es una forma corrupta de una ideología válida viable que se pervierte en una forma patológica, que se parece poco a la sustancia del original.
- Intolerancia y sospecha de cualquier persona que sea diferente o que no esté de acuerdo con el estado.
- Control centralizado.
- Actividades encubiertas dentro del gobierno, y vigilancia de la población en general. (En contraste, una sociedad saludable tendría procesos de gobierno transparentes y respeto por la privacidad de los ciudadanos individuales).
- Gobierno paranoico.
- Legislación excesiva, arbitraria, injusta e inflexible; El poder de decisión se reduce / elimina de la vida de los ciudadanos comunes.
- Una actitud de hipocresía y desprecio mostrada por las acciones de la clase dirigente hacia los ideales que dicen seguir, y hacia los ciudadanos que dicen representar.
- Uso endémico de razonamientos psicológicos corruptos, tales como paramoralismos, pensamientos mal representados y lenguaje evasivo y ambiguo.
- Gobierna por la fuerza o el miedo a la fuerza
- Las personas se consideran como un "recurso" para ser explotado (de ahí el término "recursos humanos"), no como individuos con un valor humano intrínseco.
- La vida espiritual está restringida a esquemas inflexibles y de adoctrinamiento. Cualquiera que intente ir más allá de estos límites es considerado hereje o demente, y por lo tanto peligroso.
- Las divisiones arbitrarias de la población (clase, etnia, credo) se encienden en conflicto entre sí.
- Supresión de la libertad de expresión - debate público, manifestación, protesta.
- Violación de los derechos humanos básicos, tales como: restricción o negación de las necesidades básicas de la vida, como alimentos, agua, refugio; detención sin cargos; tortura y abuso; trabajo esclavo.